# Санчес Робайна, Андрес
Андре́с Са́нчес Роба́йна (исп. Andrés Sánchez Robayna; 17 декабря 1952, Санта-Брихида — 11 марта 2025, Тегесте, Канарские острова) — испанский поэт, филолог, эссеист, переводчик.

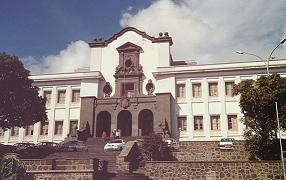
Университет Лагуны, Тенерифе

## Биография и труды
Родился и вырос на Канарских островах. Закончил Барселонский университет, филолог-испанист. Преподавал в различных университетах Европы и Америки. Сейчас преподает испанскую литературу в университете Лагуны в Тенерифе, возглавляет Мастерскую литературного перевода. Издавал в Тенерифе журнал «Синтаксис» (1983—1993), который относят к лучшим литературно-художественным изданиям десятилетия. Переводил У. Вордсворта, С. Эсприу, У. Стивенса, Дж. Хилла, П. Валери, И. Бонфуа, Аролдо де Кампоса, Освалда де Андраде, Клода Эстебана и др. Автор монографий о Гонгоре, Хуане Инес де ла Крус, Сервантесе, О. Пасе, С. Сардуе и др., многих статей об испанской лирике золотого века и современной мировой поэзии. Составитель нескольких антологий испанской лирики второй половины XX в., поэзии Канарских островов. Издавал сочинения Х. А.Валенте. Сотрудничал с современными испанскими художниками.

## Творческая характеристика
Для минималистской поэзии Санчеса Робайны характерна повышенная смысловая плотность при крайней скупости выражения, не зря его любимый мотив — скала, а среди художественных ориентиров — музыка А. Веберна.

## Произведения

### Поэзия
- Abolida (1977)
- Clima (1978)
- Tinta (1981)
- La roca (1984)
- Palmas sobre la losa fría (1989)
- El resplandor (1990)
- Fuego blanco (1992)
- Sobre una piedra extrema (1995)
- Agosto (1998)
- La sombra del mundo (1999)
- Inscripciones (1999)
- El libro, tras la duna (2002, поэма)
- Sobre una confidencia del mar griego (2005, оформление Антони Тапиеса)
- En el centro de un círculo de islas (2007)
- Reflejos en el día de año nuevo (2008)
- La sombra y la apariencia (2010)
- El espejo de tinta: antología 1970—2010 (2012)

### Эссе и другая проза
- El primer Alonso Quesada: la poesía de El lino de los sueños (1977)
- Tres estudios sobre Góngora (1983)
- La luz negra (1986)
- La victoria de la representación: lectura de Severo Sarduy (1996)
- La inminencia: diarios, 1980—1995 (1996)
- Días y mitos: diarios, 1996—2000 (2002)
- Deseo, imagen, lugar de la palabra (2008)
- Cuaderno de las islas (2011)

### Переводы
- De Keats a Bonnefoy (versiones de poesía moderna) (2006)
- Ars poetica: versiones de poesía moderna. Quince años del Taller de Traducción Literaria (2011)
- Cuaderno de las islas (2011)

## Признание
Лауреат национальной премии за перевод (1982), премии критики (1984). Его стихи выходили книгами на английском, французском, немецком языках.

## Публикации на русском языке
- Мадригал. Томасу Таллису [Стихотворения]/ Пер. Б. Дубина// Мосты, 2006, № 10, с.354-356
- [Стихотворения]/ Перевод Б. Дубина// Иностранная литература, 2011, № 12, с.63-66